# Corazón (vulcão)
Corazón é um pico da Cordilheira dos Andes localizado no Equador. Atinge os 4.790 m de altitude.